# جبل غيشان (حجة)
جبل غيشان هي إحدى قرى الجمهورية اليمنية. تتبع جغرافيا لمحافظة حجة وإداريًا لمديرية حجة. يبلغ تعداد سكانها 1960 نسمة حسب الإحصاء الذي أجري عام 2004.